# Cleonaria
Cleonaria es un género de escarabajos longicornios.

## Especies
- Cleonaria bicolor Thomson, 1864
- Cleonaria cingalensis Gahan, 1901
- Cleonaria taiwana  Hayashi, 1984